# Punta Fourà
La Punta Fourà (Pointe Foura in francese) è una montagna delle Alpi Graie alta 3411 m s.l.m. situata tra il Piemonte e la Valle d'Aosta.

## Caratteristiche
Il nome deriva dal caratteristico foro sotto la vetta, che era ben visibile anche da grande distanza, scomparso nel 2016 a causa del crollo di un sasso.
La montagna è collocata tra la Valsavarenche (Valle d'Aosta) e la Valle Orco (Piemonte). Si trova nella parte occidentale del Massiccio del Gran Paradiso verso il Colle del Nivolet.

## Salita alla vetta

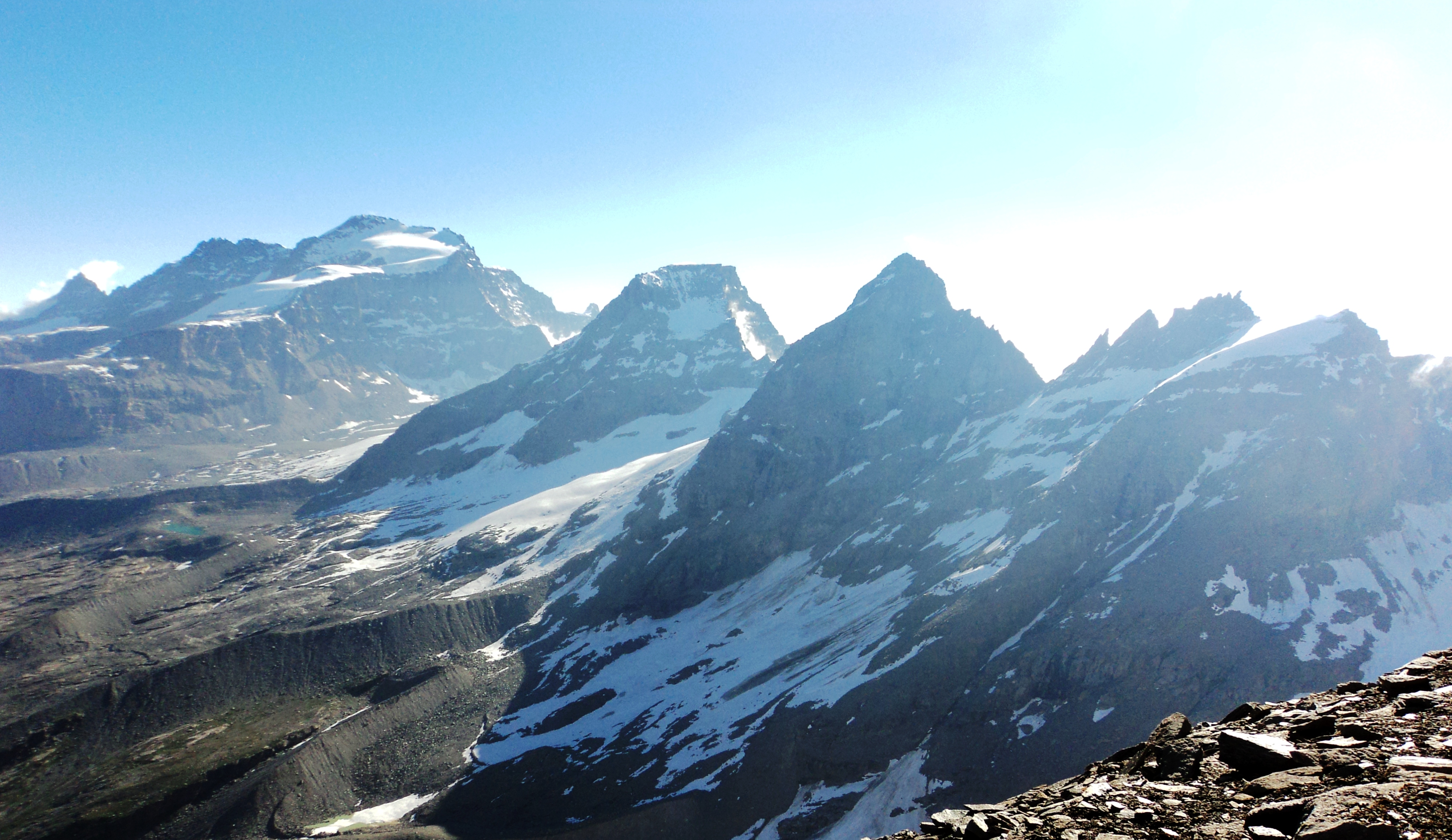
Panorama della vetta

È possibile salire sulla vetta partendo dal rifugio città di Chivasso situato al Colle del Nivolet.
La salita è abbastanza particolare. Infatti, la vetta "tradizionale", che in realtà è l'anticima, è raggiungibile senza particolari difficoltà; per arrivare invece alla vetta reale, si deve passare dal foro, con un passaggio esposto che richiede una certa esperienza alpinistica. Sull'anticima vi è collocata una croce.
Dal colle del Nivolet si segue lo spartiacque tra la Valsavarenche e la Valle Orco che va in direzione est. Arrivati sotto la montagna si guadagna e poi si risale la cresta nord.
La difficoltà del percorso fino all'anticima è valutata in F+.

## Punti di appoggio
- Rifugio città di Chivasso - 2.604 m
- Rifugio Albergo Savoia - 2.534 m

## Protezione della natura
La montagna fa parte del Parco Nazionale del Gran Paradiso.